# Mehdí Karrubí
Mehdi Karrubi (en persa: مهدی کروبی‎, Mehdī Karrūbĩ; nacido el 26 de septiembre de 1937 en Aligoudarz, Lorestán), político, activista y mujtahid iraní. Presidió la Asamblea Consultiva Islámica de 1989 a 1992 y de 2000 a 2004, y fue candidato en las elecciones presidenciales de 2005 y 2009. Actualmente es presidente del Partido Confianza Nacional.
Es miembro fundador y expresidente del partido Asamblea de Clérigos Combatientes. Karrubi es un crítico del Consejo de Guardianes y del Sistema Judicial en Irán. Fue escogido por el Líder Supremo como miembro del Consejo para el Discernimiento y asesor, puestos a los que él renunció el 19 de junio de 2005 después de la primera vuelta en la elección presidencial de 2005.
Él ha sido descrito como un «moderado» con una base de apoyo mayormente campesino. Karrubi se considera un reformista pragmático y es uno de los líderes del movimiento opositor en Irán.

## Educación, ocupación y carrera temprana
Mehdi Karrubi es de una familia clerical chií de Aligudarz, una ciudad en el occidente de la provincia de Lorestán. Tiene un hermano, Hasán. Casó con Fateme Karrubí, la hija de una familia mercantil de Aligudarz, cuando ella tenía 14 años de edad.
Karrubi estudió teología y estudios islámicos en unos seminarios en Qom y Teherán. Fue educado por figuras eminentes como Husein Alí Montazerí y Ruhollah Jomeini. Karrubi fue promovido a mujtahid por la recomendación del gran ayatolá Yusef Sanei entre otros. También estudió teología y derecho en la Universidad de Teherán. En 1962, se convirtió en un abogado en economía, manejando las inversiones de prominentes empresarios en Irán.
Karrubi fue encarcelado en varias ocasiones por el gobierno del Sah de Irán, Mohammad Reza Pahlevi, durante la década de 1970, incluyendo una temporada en la Cárcel de Qasr en Teherán. Su esposa, Fátima, tuvo que llevar a su segundo hijo Tagui, cuando tenía 6 meses de edad, a la prisión para que su padre lo pudiera conocer por primera vez.
En 1978, Karrubi se retiró del derecho para adentrarse en la política. En 1979, participó en la Revolución iraní. Karrubi fue el líder del Comité de Socorro Alí Jomenei y la Fundación de los Mártires, poco después de iniciada la revolución.
En 1988, Karrubi volvió al mundo empresarial después de 10 años en la política. Con dieciocho años de experiencia como abogado de antemano, Karrubi empezó a realizar inversiones.